# Leen Van den Neste
Kathleen (Leen) Van den Neste (Aalst, 3 maart 1966) is een Belgische bankier en bestuurster. Ze is voorzitter van het directiecomité van de vdk bank.

## Levensloop
Leen Van den Neste studeerde af als licentiaat in de rechten aan de Rijksuniversiteit Gent en behaalde nadien een speciale licentie accountancy aan de Vlerick School voor Management te Gent.
Ze was achtereenvolgens in dienst bij KPMG en Groep Arco. Sinds 2008 is zij lid van de raad van bestuur van vdk bank, waar zij nadien effectief in dienst kwam op 1 september 2011. Op 1 april 2012 werd ze er in opvolging van Johan De Schamphelaere voorzitter van het directiecomité. Ze is bovendien voorzitter van de raad van bestuur van studentenhuisvestingmaatschappij Xior. Verder is Van den Neste lid van de raden van bestuur van voetbalclub AA Gent, het ontwikkelingsfonds Incofin, de vastgoedgroep Retail Estates, de Arteveldehogeschool, Familiehulp en de Katholieke Universiteit Leuven (sinds 2022). Ze is ook lid van de Vlaamse Adviesraad voor Innoveren en Ondernemen. Voorheen was ze bestuurder van de financiële werkgeversorganisatie Febelfin en Muziekcentrum De Bijloke Gent.
Van den Neste woont in Herzele, is gehuwd en moeder van drie kinderen.